# Thomas Rowlandson

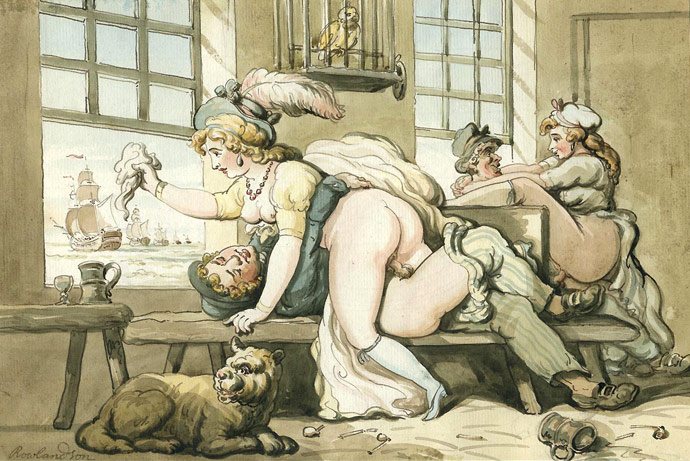
Erotische Karikatur von Thomas Rowlandson

Thomas Rowlandson (* 13. Juli 1757 in London; † 21. April 1827 ebenda) war ein englischer Maler und Karikaturist.

## Leben
Rowlandson studierte an der Londoner Königlichen Kunstakademie und in Paris. In späteren Jahren folgten mehrere Reisen auf den Kontinent, von denen viele Zeichnungen und Skizzen überliefert sind (Naples and the Campagna Felice …, 1815). Rowlandson begann mit Porträts und Landschaftsbildern, dann kam er über James Gillray und Henry William Bunbury zur Karikaturmalerei und fand damit Beachtung und Erfolge. Im Poetical Magazine des Verlegers Rudolph Ackermann (später auch in Buchform) erschien eine Vielzahl von kolorierten Aquatintablättern Rowlandsons, Bildfolgen zu Texten von William Combe wie The Three Tours of Dr. Syntax (1809, 1812–21), The English Dance of Death, 2 vols. (1815–16), The Dance of Life (1817). Die Illustrationen zum Microcosm of London (1808) wurden von Augustus Charles Pugin (Architektur) und Rowlandson (Personen) gemeinsam ausgeführt. Englische Journale druckten und verbreiteten seine Karikaturen, seine Zeichnungen illustrieren die Bücher von Henry Fielding, Tobias Smollett, Oliver Goldsmith und Laurence Sterne. 
Rowlandson war kein Moralist der Londoner Gesellschaft, sondern ließ das Komische von deren Sitten und Unsitten sowie Moden und Prüderien für sich selbst sprechen. Die Komik brachte er u. a. durch Übertreibungen in seinen Darstellungen hervor. Seine erotisch-pornographischen Bilder finden bis heute Empörte wie Liebhaber. Rowlandson starb 1827 nach längerer Krankheit.

## Bildergalerie

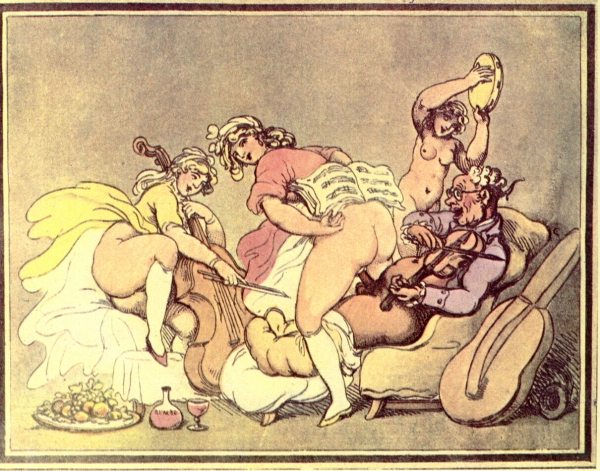
The Concert
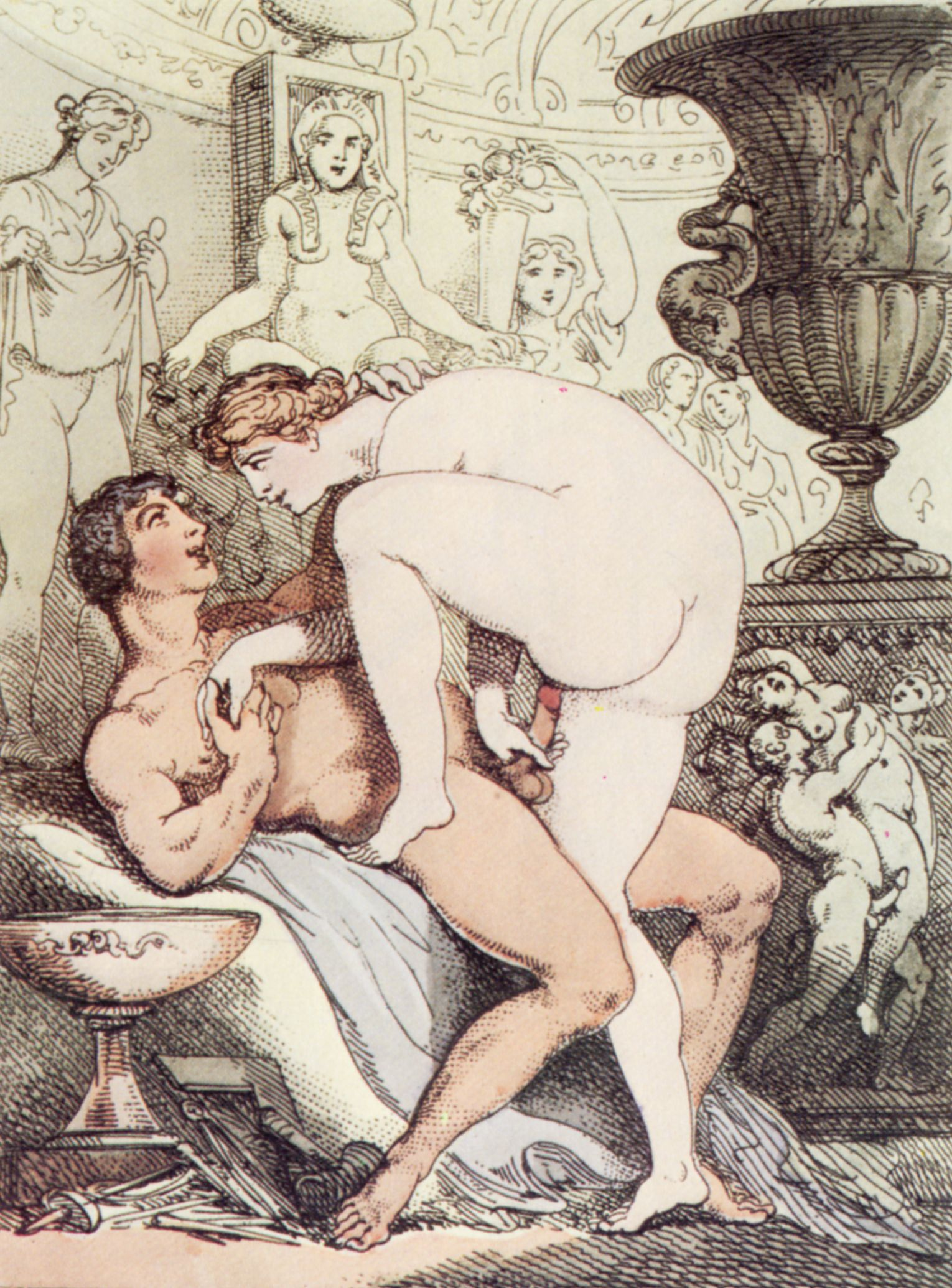
The Modern Pygmalion
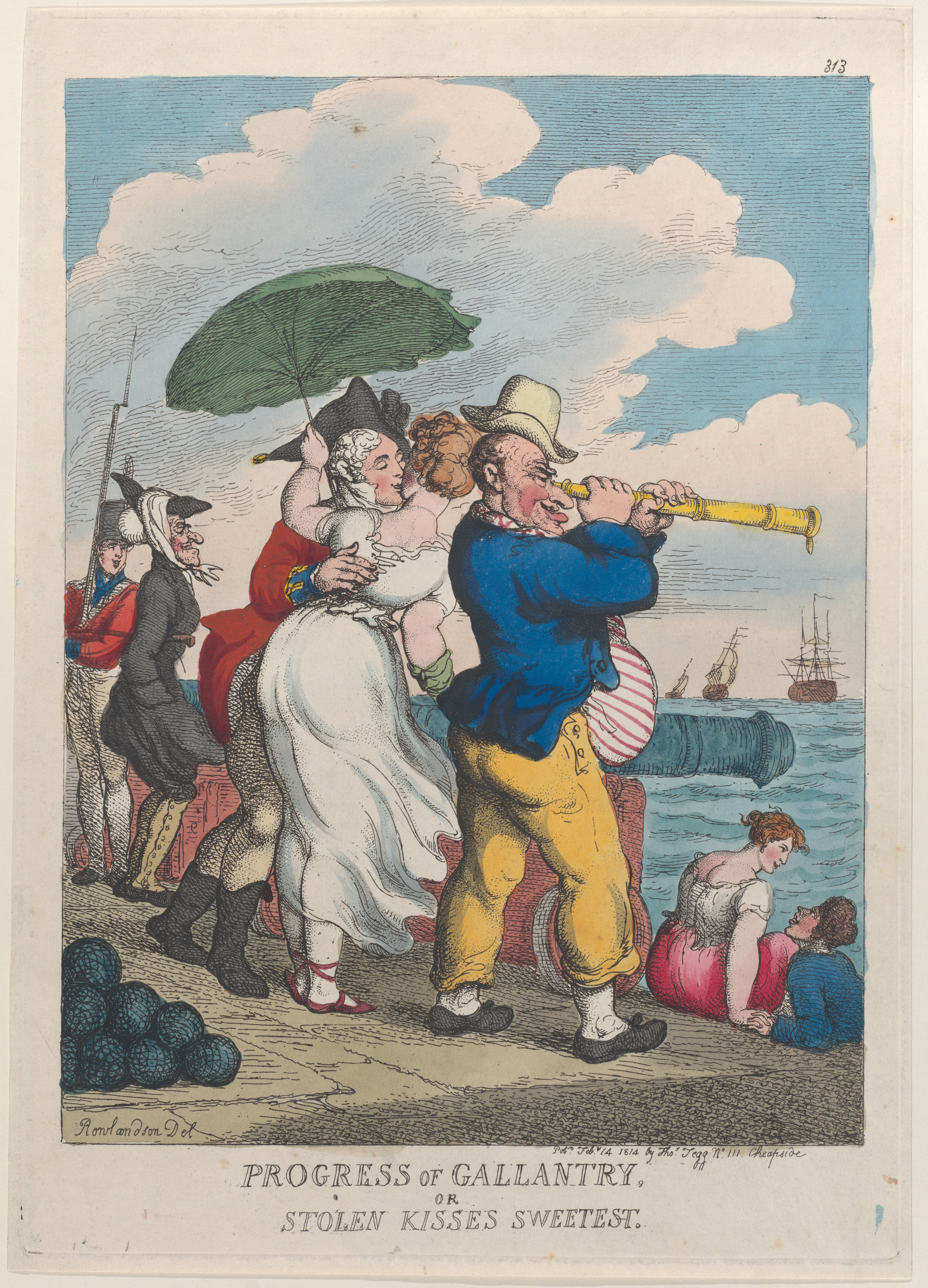
Stolen Kisses
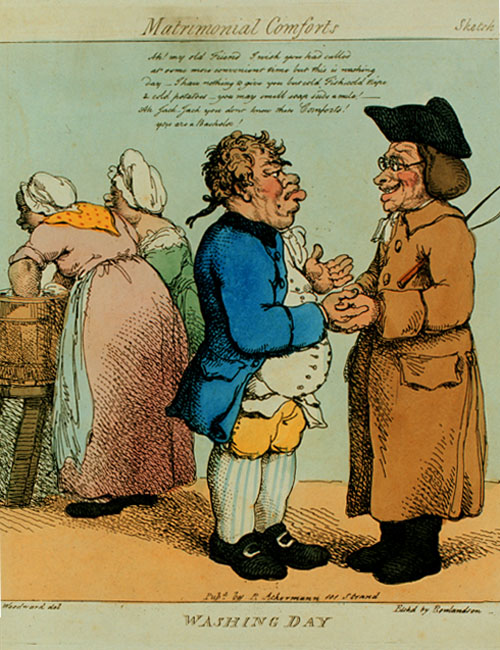
Washing Day